# Malobidion brunneum
Malobidion brunneum là một loài bọ cánh cứng trong họ Cerambycidae.